# Michael Nesmith
Robert Michael Nesmith, mais conhecido como Michael Nesmith e ocasionalmente como Michael Blessing (Houston, 30 de dezembro de 1942 – 10 de dezembro de 2021) foi um músico, guitarrista, vocalista, compositor, artista de performance, novelista, empresário e filantropista norte-americano. 
Filho de Bette Nesmith Graham, a inventora do corretivo líquido, Michael Nesmith era conhecido como integrante do The Monkees, uma das bandas musicais pop rock mais famosa dos Estados Unidos da América, na década de 1960, principalmente pela sua capacidade de escrever canções de grande sucesso.
Nesmith foi agraciado com o Grammy Award de melhor vídeo do ano (1981) pelo seu desempenho em Elephant Parts.

## Sua formação
Nesmith era filho único e seus pais, Warren Audrey Nesmith e Bette Nesmith Graham, se separaram quando ele ainda era muito jovem. Depois que seu pai saiu de casa, sua mãe trabalhou como secretária. Sua sorte e de sua mãe mudou quando Bette inventou um líquido de correção para erros tipográficos de máquina de escrever, mais tarde patenteado com o nome de Liquid Paper, conhecido como corretivo. 
Apesar da separação dos pais, Nesmith teve uma adolescência aparentemente normal como outros de sua idade. Ele participou do coral de sua escola e das atividades das aulas de teatro durante seus estudos no ginásio Thomas Jefferson, em Dallas, Texas. Ele também escrevia poesia em versos.
Nesmith teve três filhos, Christian (1964), Jonathan (1968) e Jessica (1972), de sua primeira esposa, Phyllis Barbour, e Jason (1968), de sua relação extraconjugal com a fotógrafa Nurit Wilde.

## The Monkees

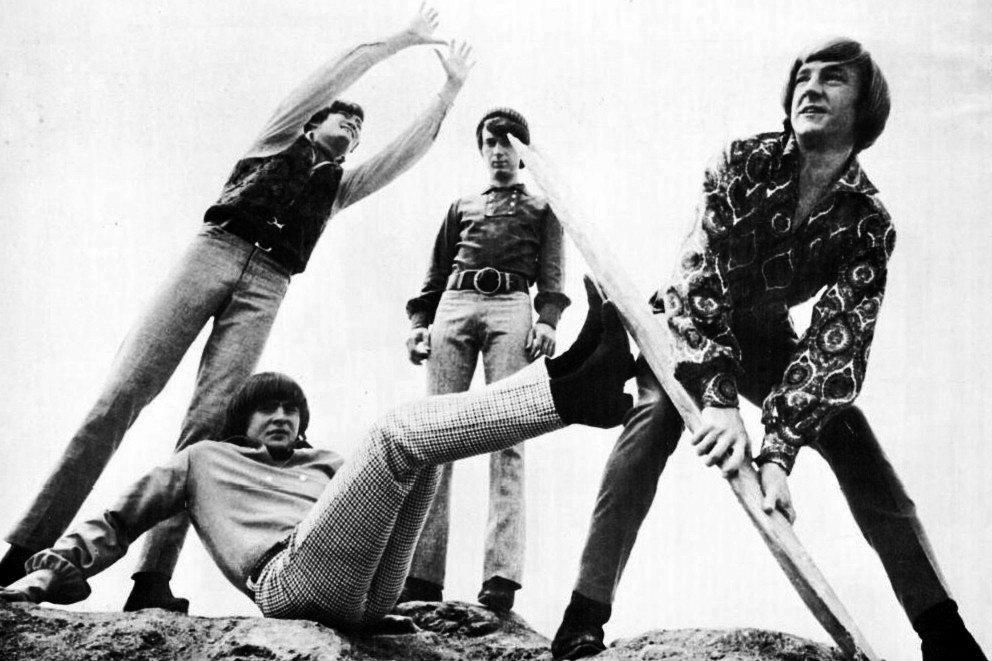
Michael Nesmith (ao centro, em pé) com The Monkees em 1967

De 1965 a 1970, Nes e Jones eram membros do conjunto pop rock The Monkees, formado originalmente para um seriado-comédia de televisão com o mesmo nome. Nesmith foi para a audição dos papéis para "quatro rapazes maluquinhos", que os produtores Bob Rafelson e Bert Schneider pediam. Nesmith parecia ser o único que não estava se importando muito com os testes e chegou carregando uma sacola de roupa suja que iria lavar após a audição, usando sua boina de lã para tirar o cabelo da cara. Mais tarde, os produtores se lembraram do "boina de lã" e o chamaram de volta.
Uma vez que ele estava contratado, a Screen Gems comprou suas canções para que os produtores pudessem usá-las. Muitas das obras que Nesmith escreveu para os Monkees, como The Girl I knew Somewhere, Mary, Mary e Listen to the Band tornaram-se pequenos sucessos. A Nesmith era permitido compor e produzir duas canções por álbum e frequentemente elas eram apresentadas no episódio que acompanhava na televisão. Mas ele estava aborrecido com a imagem pré-fabricada do grupo e do projeto todo.

### Os primeiros sucessos
Por ser filho e herdeiro único de uma inventora de um produto muito bem sucedido no mercado Norte Americano, Michael já era independente e rico e nunca precisou da fama dos Monkees para seu sucesso financeiro. Mesmo assim chegou ao número um da Billboard Hot 100, em 5 de novembro de 1966, com  Last Train to Clarksville (The Monkees, RCA Victor - EUA). Em 31 de dezembro de 1966 também chegou ao número um no Billboard Hot 100 com  I am a Believer. Esta vendeu 500 mil cópias em dois dias.
Em dezembro de 1967 entrou pela última vez na Billboard Hot 100 com a canção Daydream Believer, onde Michael Nesmith faz o solo de guitarra, na música produzida pelo The Monkees e Chip Douglas.
Entre alguns sucessos musicais dos Monkees dá-se o crédito pela interpretação de:
- Last Train to Clarksville (1966-música e letra de Tommy Boyce and Bobby Hart);
- I am a Believer (1966-música e letra de Neil Diamond);
- (I'm Not Your) Steppin Stone (1966-música e letra de Tommy Boyce and Bobby Hart); e
- Daydream Believer (1967-música e letra de John Stewart), entre muitas outras.

## Sucessos posteriores
Nesmith permaneceu com The Monkees de 1965 até 1970, quando a banda se desfez. Participou de vários outros projetos e bandas. Ele já foi considerado nos Estados Unidos como um dos pioneiros do country-rock e teve sucesso com uma nova banda, chamada First National Band. Algumas músicas alcançaram bons resultados no Billboard Hot 100, como por exemplo as baladas Joanne  e Silver Moon. Posteriormente funcou a Second National Band, um conjunto formado com os membros das bandas de Elvis Presley e Jose Feliciano, mas o álbum não foi bem sucedido. 
Logo após, Nesmith lançou seu melhor álbum, apresentando ele na guitarra e Red Rhodes na guitarra com pedal, And The Hits Just Keep On Comin'. Nesta ocasião a gravadora, Elektra Records, ofereceu Michael Nesmith o seu próprio selo (Countryside) do qual foram lançados algumas produções de música country. O pessoal que administrava a etiqueta de álbuns Countryside então ajudou Nesmith alcançar seu próximo e último álbum pela RCA, Pretty Much Your Standard Ranch Stash.

## Pacific Arts
No meio dos anos da década de 1970, Nesmith participou de parcerias em várias gravações com Linda Hargrove e outros, inclusive um sucesso com Lynn Anderson. Foi quando então Nesmith iniciou sua companhia de produção de vídeo, Pacific Arts, produzindo cassetes e os antigos "8-Tracks" (uma mídia que não vingou no mercado consumidor). Nesmith gravou vários álbuns para sua etiqueta e teve um sucesso internacional, moderado, com a canção "Rio" em 1981. Nesmith criou um vídeo para Rio que serviu para Nesmith colocar seus pés na porta do mercado da televisão com uma produção intitulada, Pop Clips para a rede Nickelodeon. A ideia foi vendida então para Time Warner/Amex, que desenvolveu a RedeMTV. Era o nascimento do music video (em português, no Brasil, videoclipe) no mercado. Foi quando Nesmith ganhou o GRAMMY Awards de melhor video do ano com a produção de "Elephant Parts."
Pacific Arts video production company, era a pioneira no campo de "Home Video"; seu criador era o produtor e o artista de performance solo-cómico.
Reuniu-se então com os os outros membros do conjunto, The Monkees, no Natal de 1986 para um video na MTV. Participou da cerimônia do Hollywood Walk of Fame (trad. Pt. "Calçada da Fama de Hollywood") em 1989, quando os Monkees ganharam uma estrela na calçada. Em 1996, Nesmith reuniu-se mais uma vez aos 3 companheiros e gravaram o último álbum, "JUSTUS" (trad. Pt.  "SÓNÓS", indiretamente "só nós") pois todos vocais e instrumentos eram tocados pelos The Monkees sozinhos.
Pacific Arts se consagrou a pioneira no mercado de Home Video, e mais uma vez Nesmith "achou ouro". A Pacific Arts encerrou produções durante uma disputa legal contra a PBS (Public Broadcasting Service) por causa de direitos de licença de Home Video. Nesmith parecia mais e mais ter nascido com "a estrela na testa," pois no dia 3 de fevereiro de 1999, uma decisão judicial concedeu a Nesmith 46,8 milhões de dólares em danos punitivos e compensativos, o que gerou no comentário de Nesmith popularmente conhecido: "é como pegar a sua avó roubando o seu toca-fitas. Voce está feliz em recuperar o seu toca-fitas, mas está triste por ver que o ladrão é a sua avó." A PBS apelou da decisão do juiz e um acerto foi feito entre os dois lados e mantido confidencial.
Nesmith foi produtor executivo dos filmesː
- Repo Man;
- Tapeheads;
- Timerider.

Também em trabalhos solo de gravações e projetos de filmes variados.

## Trabalhos adicionais
Em 1998, Nesmith publicou sua novela, The Long Sandy Hair of Neftoon Zamora, enquanto seu novo álbum Rays foi lançado em 4 de abril de 2006.
Desde 1990, Nesmith participou como anfitrião do Council on Ideas, um grupo de intelectos de campos diferentes que se reúnem para um "brainstorm"(trad. Pt. "trocas de idéias") para soluções aos problemas do mundo.
Nesmith passou uma década como membro do colegiado do American Film Institute e foi presidente e chefe executivo da Gihon Foundation.
Seu trabalho atual é Videoranch 3D,  (trad. Pt. Rancho virtual 3-D) um ambiente 3-D na Internet que apresenta performances ao vivo em vários mercados virtuais dentro do rancho.

## Reação à morte de David Jones
Ao saber da morte de seu antigo companheiro em The Monkees, David Jones, ocorrida em 2012, Michael Nesmith disse: "Eu sentirei falta dele, mas não vou abandoná-lo à mortalidade. (...) O espírito e a alma de Davy vivem em meu coração entre todas as pessoas amorosas (...). Tenho boas memórias. Desejo a ele viagens seguras".

## Morte
Nesmith morreu em 10 de dezembro de 2021, aos 78 anos de idade.

## Discografia

### Estados Unidos. Compactos
| Data    | Catalogo #            | Titulos (Lado A / Lado B)                                            | Billboard Top Singles | Cashbox | Billboard Adult Contemp | Notas |
| ------- | --------------------- | -------------------------------------------------------------------- | --------------------- | ------- | ----------------------- | --- |
| 1963    | Highness HN-13        | Wanderin' / Well Well                                                | -                     | -       | -                       | Crédito à "Mike Nesmith." Vanity pressing. |
| 1963    | Omnibus 239           | How Can You Kiss Me / Just A Little Love                             | -                     | -       | -                       | Crédito à "Mike, John & Bill." John London é o baixista, do grupo de Nesmith, o "First National Band." Bill Sleeper é o baterista                                               |
| 01/1966 | Edan 1001             | Just A Little Love / Curson Terrace                                  | -                     | -       | -                       | Lado A é o mesmo que Omnibus 239. Lado B é Crédito à "Mike & Tony" não há participação de Nesmith.                                                                              |
| 10/1965 | Colpix CP-787         | The New Recruit / A Journey With Michael Blessing                    | -                     | -       | -                       | Crédito à "Michael Blessing." |
| 01/1966 | Colpix CP-792         | Until It's Time For You To Go / What Seems To Be The Trouble Officer | -                     | -       | -                       | Crédito à "Michael Blessing." |
| 04/1966 | RCA 47-8807           | Do Not Ask For Love / Buttermilk                                     | -                     | -       | -                       | Crédito à "The New Society." Lado A não tem participação de Nesmith. Lado B foi verificado por Bill Chadwick, membro do grupo, e inclui participação de Nesmith como vocalista. |
| 07/1968 | Dot 45-17152          | Tapioca Tundra / Don't Cry Now                                       | -                     | -       | -                       | Crédito à "The Wichita Train Whistle." Grupo foi criado e liderado por Nesmith, embora ele não apareça na gravação como instrumentalista ou vocalista.                          |
| 07/1970 | RCA 47-9853           | Little Red Rider / Rose City Chimes                                  | -                     | -       | -                       | Crédito à "Michael Nesmith and the First National Band." |
| 08/1970 | RCA 74-0368           | Joanne / One Rose                                                    | 21                    | 17      | 6                       | Crédito à "Michael Nesmith and the First National Band." |
| 11/1970 | RCA 74-0399           | Silver Moon / Lady of the Valley                                     | 42                    | 28      | 7                       | Crédito à "Michael Nesmith and the First National Band." |
| 04/1971 | RCA 74-0453           | Nevada Fighter / Here I Am                                           | 70                    | 73      | -                       | Crédito à "Michael Nesmith and the First National Band." Lançado com foto na capa interior.                                                                                     |
| 06/1971 | RCA 74-0491           | Texas Morning / Tumbling Tumbleweeds                                 | -                     | -       | -                       | Crédito à "Michael Nesmith and the First National Band." Lançamento "Single" promo com faixas bonus no lado B e "Texas" só no lado A do #SPS-45-263.                            |
| 06/1971 | RCA 74-0540           | I've Just Begun To Care (Propinquity) / One Rose                     | -                     | 95      | -                       | Crédito à "Michael Nesmith and the First National Band." |
| 01/1972 | RCA 74-0629           | Mama Rocker / Lazy Lady                                              | -                     | -       | -                       | Crédito à "Michael Nesmith and the Second National Band." "mix" do "Mama Rocker" editado da versão do LP.                                                                       |
| 08/1972 | RCA 74-0804           | Roll With The Flow / Keep On                                         | -                     | -       | -                       | "mix" do "Roll With The Flow" editado da versão do LP. |
| 1976    | RCA 447-0868          | Joanne / Silver Moon                                                 | -                     | -       | -                       | Reissue crédito a "Michael Nesmith and the First National Band." Lançamento iniciais em selo vermelho, depois em selo preto.                                                    |
| 03/1977 | Pacific Arts WIP6373  | Rio / Life, The Unsuspecting Captive                                 | -                     | -       | -                       | |
| 06/1978 | Pacific Arts PAC-101  | Roll With The Flow / I've Just Begun To Care                         | -                     | -       | -                       | Versão ao vivo tirada do álbum: "Live at the Palais". |
| 1978?   | Pacific Arts PAC-104  | Rio / Casablanca Moonlight                                           | -                     | -       | -                       | Lançado com foto na capa interna. |
| 06/1979 | Pacific Arts PAC-106  | Magic / Dance                                                        | -                     | -       | -                       | |
| 08/1979 | Pacific Arts PAC-108  | Cruisin' / Horserace                                                 | -                     | -       | -                       | |
| 1998    | Collectibles COL-4759 | Joanne / Silver Moon                                                 | -                     | -       | -                       | Relançamento. |

### Álbuns LP nos Estados Unidos
| Data    | Catalogo #                                     | Titulo                                 | Highest Billboard Position | Notas |
| ------- | ---------------------------------------------- | -------------------------------------- | -------------------------- | --- |
| 07/1968 | Dot 3861 (mono) / 25861 (stereo)               | The Wichita Train Whistle Sings        | 144                        | Nesmith não performa neste álbum. Crédito do álbum à "The Wichita Train Whistle." Mono lançamento é promo-only. |
| 07/1970 | RCA LSP-4371                                   | Magnetic South                         | 143                        | Crédito do álbum à "Michael Nesmith & The First National Band." Alguns álbuns vieram com um decal: "Joanne," no plástico de fora da capa. |
| 11/1970 | RCA LSP-4415                                   | Loose Salute                           | 159                        | Crédito do álbum à "Michael Nesmith & The First National Band." Algumas cópias vieram com um adesivo redondo no plástico externo com os dizeres: "Contains the hit single 'Silver Moon.'" |
| 05/1971 | RCA LSP-4497                                   | Nevada Fighter                         | -                          | Crédito do álbum à "Michael Nesmith & The First National Band." |
| 02/1972 | RCA LSP-4563                                   | Tantamount to Treason, Vol. I          | -                          | Crédito do álbum à "Michael Nesmith & The Second National Band." |
| 08/1972 | RCA LSP-4695                                   | And The Hits Just Keep On Comin'       | -                          | |
| 10/1973 | RCA ALPI-0164                                  | Pretty Much Your Standard Ranch Stash  | -                          | |
| 03/1975 | Pacific Arts PAC-101                           | The Prison                             | -                          | Lançado com um livreto de 48 páginas para ser lido enquanto o LP é tocado, permitindo haver uma trilha sonora à história. Cópias originais lançadas com uma caixa, enquanto outros lançamentos posteriores vieram com capa de papelão regular. Algumas destas capas posteriores tinham 2 adesivos no plástico externo, um dizendo "Michael Nesmith" e o outro "Contains Record and 48-page Full Color Illustrated Book." LP foi vendido também em lojas de livro. |
| 02/1977 | Pacific Arts PAC7-106                          | Compilation                            | -                          | |
| 03/1977 | Pacific Arts PAC7-107 / Pacific Arts ILPA-9184 | From A Rádio Engine to the Photon Wing | -                          | As primeiras cópias utilizaram o catálogo estrangeiro # ILPA-9184 usado pela companhia Island Records. |
| ??/1978 | Pacific Arts PAC7-113                          | The Wichita Train Whistle Sings        | -                          | Relançamento de 1968—novo "design" da capa. |
| ??/1978 | Pacific Arts PAC7-116                          | And The Hits Just Keep On Comin'       | -                          | Relançamento da RCA, 1972 com capa regular. |
| ??/1978 | Pacific Arts PAC7-117                          | Pretty Much Your Standard Ranch Stash  | -                          | Relançamento da RCA, 1972 com capa regular. |
| 08/1978 | Pacific Arts PAC7-118                          | Live At The Palais                     | -                          | Algumas cópias vieram com um adesivo circular de 4,5 cm na capa com o escrito: "Contains the hit single 'Roll With The Flow.'" |
| 05/1979 | Pacific Arts PAC7-130                          | Infinite Rider on the Big Dogma        | 151                        | |
| 06/1979 | Pacific Arts PAC7-1300                         | The Michael Nesmith Radio Special      | -                          | LP Promocional incluindo todas as faixas de: "Infinite Rider on the Big Dogma" Com alguns pequenos trechos de entrevistas |
| ??/1989 | Rhino R1-70168                                 | The Newer Stuff                        | -                          | Contém 5 novas faixas e 5 faixas do: "Photon Wing" e "Infinite Rider." Lançamento do CD contém faixas adicionais do LP original. |

### Estados Unidos. Lançamentos em CD
- …tropical campfire's… (Pacific Arts/Island), (1992)
- The Garden (Rio), (1994)
- Timerider: The Adventure Of Lyle Swann [Original Motion Picture Soundtrack] (Rio), (2000)
- Rays (Rio) (2006)

### Estados Unidos. Lançamentos: Coleções em CD
- Compilation (Pacific Arts/Island), (1978)
- Complete (Pacific Arts/Island), (1993) (os primeiros "First National Band" álbuns)
- 16 Original Classics (Collectables Records), (1999) (re-edição de Magnet South com "faixa bonus ")

### Video
- Rio and Cruisin' (1981)
- Elephant Parts (1981) (lançado em DVD 2003)
- The Television Parts Home Companion (1985)
- Dr. Duck's Super-Secret All-Purpose Sauce (1986)
- Nezmusic (1989)
- Live At The Britt Festival (1992) (lançado em DVD 1999)

### Livros
- - n.b. books proper - não inclui The Prison and The Garden
- Long Sandy Hair Of Neftoon Zamora (2004) ((em inglês))

### Livro-Audio
- Long Sandy Hair Of Neftoon Zamora (2004) (com Michael lendo a história - em inglês)

- Hollywood Walk of Fame uma calçada ao longo da Hollywood Boulevard, em Hollywood, Los Angeles, California, Estados Unidos da América, aonde se encontram mais do que 2 mil estrelas de cinco pontas estampadas no cimento com nomes de artistas.
- MTV Christmas medley music video, 1986, programa na TV.
- National Academy of Recording Arts and Sciences, San Francisco Chapter, California, EUA
- Liquid Paper, produto patenteado nos Estados Unidos da América, em 1979 foi vendido para Gillette Corporation por US$47,5 million.